# Guillermo Ortiz Camargo
Guillermo Ortiz Camargo (25 de juny de 1939 - 17 de desembre de 2009) fou un futbolista mexicà.

## Selecció de Mèxic
Va formar part de l'equip mexicà a la Copa del Món de 1962.